# الرجل المظلم
Darkman هو فيلم بطل خارق أمريكي عام 1990  من إخراج سام ريمي وشارك في كتابته. استنادًا إلى قصة قصيرة كتبها ريمي تكريمًا لأفلام الرعب التي أنتجتها شركة Universal في ثلاثينيات القرن العشرين، قام ببطولة الفيلم ليام نيسون في دور العالم بيتون ويستليك ، الذي تعرض لهجوم وحشي وتشويه وترك ليموت على يد رجل عصابة لا يرحم روبرت ديورانت ( لاري دريك ). ، بعد صديقته المحامية جولي هاستينغز ( فرانسيس ماكدورماند ) ، تتعارض مع المطور الفاسد لويس ستراك جونيور ( كولين فريلز ). بعد فشل علاجه من إصابات الحروق، يطور Westlake قدرات بشرية خارقة، والتي لها أيضًا آثار جانبية غير مقصودة تجعله غير مستقر عقليًا ومصابًا بالذهان. مستهلكًا بالانتقام، يقرر مطاردة أولئك الذين شوهوه.
غير قادر على تأمين حقوق The Shadow أو Batman ، قرر Raimi إنشاء بطله الخارق الخاص وأبرم صفقة مع Universal Studios لإنتاج أول فيلم له في استوديو هوليوود . تم إنتاجه بواسطة روبرت تابيرت ، وكتبه ريمي وشقيقه إيفان وتشاك بفارير والأخوين دانيال وجوشوا غولدين. قام فنان تأثيرات المكياج توني جاردنر ، والذي ظهر أيضًا في الفيلم بدور Lizard Man في تسلسل Carnival Freak Show، بتصميم وإنشاء تأثيرات المكياج المطلوبة لتحويل Neeson إلى Darkman.
تلقى فيلم Darkman ، وهو أول فيلم أكشن لنيسون في الدور الرئيسي، مراجعات إيجابية بشكل عام من قبل النقاد وكان ناجحًا تجاريًا، حيث حقق 48 مليون دولار، أعلى من ميزانيته البالغة 14 مليون دولار. أنتج هذا النجاح المالي سلسلتين مباشرتين للفيديو، Darkman II: The Return of Durant (1995) و Darkman III: Die Darkman Die (1996)، بالإضافة إلى الكتب المصورة وألعاب الفيديو وشخصيات الحركة. لم يقم نيسون بإعادة تمثيل دوره في تكملة الفيديو المباشر.